# Comuna Blăjeni, Hunedoara
Blăjeni (în maghiară: Blezseny) este o comună în județul Hunedoara, Transilvania, România, formată din satele Blăjeni (reședința), Blăjeni-Vulcan, Criș, Dragu-Brad, Groșuri, Plai, Reț și Sălătruc.

## Demografie
Componența etnică a comunei Blăjeni
     Români (97,28%)
     Alte etnii (0%)
     Necunoscută (2,72%)
Componența confesională a comunei Blăjeni
     Ortodocși (93,66%)
     Adventiști (1,81%)
     Alte religii (1,47%)
     Necunoscută (3,06%)
Conform recensământului efectuat în 2021, populația comunei Blăjeni se ridică la 883 de locuitori, în scădere față de recensământul anterior din 2011, când fuseseră înregistrați 1.192 de locuitori. Majoritatea locuitorilor sunt români (97,28%), iar pentru 2,72% nu se cunoaște apartenența etnică. Din punct de vedere confesional, majoritatea locuitorilor sunt ortodocși (93,66%), cu minorități de adventiști (1,81%) și altele (1,13%), iar pentru 3,06% nu se cunoaște apartenența confesională.

## Politică și administrație
Comuna Blăjeni este administrată de un primar și un consiliu local compus din 9 consilieri. Primarul, Horia Flavius Jurca[*], de la Partidul Național Liberal, este în funcție din 2012. Începând cu alegerile locale din 2024, consiliul local are următoarea componență pe partide politice:
|  | Partid                          | Consilieri | Componența Consiliului | Componența Consiliului | Componența Consiliului | Componența Consiliului |
|  | ------------------------------- | ---------- | ---------------------- | ---------------------- | ---------------------- | ---------------------- |
|  | Partidul Național Liberal       | 4          |                        |                        |                        |                        |
|  | Partidul Social Democrat        | 4          |                        |                        |                        |                        |
|  | Alianța pentru Unirea Românilor | 1          |                        |                        |                        |                        |

## Atracții turistice
- Biserica de lemn "Înălțarea Domnului" din satul Sălătruc, construită în anul 1830
- Biserica de lemn "Buna Vestire" din satul Groșuri, construită în anul 1855
- Cascada Pișoaia
- Rezervația naturală Băi-Groșuri
- Munții Vulcan